# VW Vento
Der VW Vento (Typ 1H2) wurde im Januar 1992 in Brüssel als Nachfolger des Jetta II vorgestellt. Mit dem neuen Namen erhoffte sich der Hersteller besonders für den deutschen Markt einen Imagewechsel des Fahrzeugs und einen Anstieg der Verkäufe. In den außereuropäischen Ländern (vor allem in den USA) wurde das neue Modell weiterhin unter der Bezeichnung VW Jetta angeboten, da sich der Name dort bewährt hatte. In den USA hießen Golf und Jetta intern gleichermaßen 1HM, wobei das M für Mexiko, den Produktionsstandort für den US-Markt, stand.

## Modellgeschichte

### Allgemeines

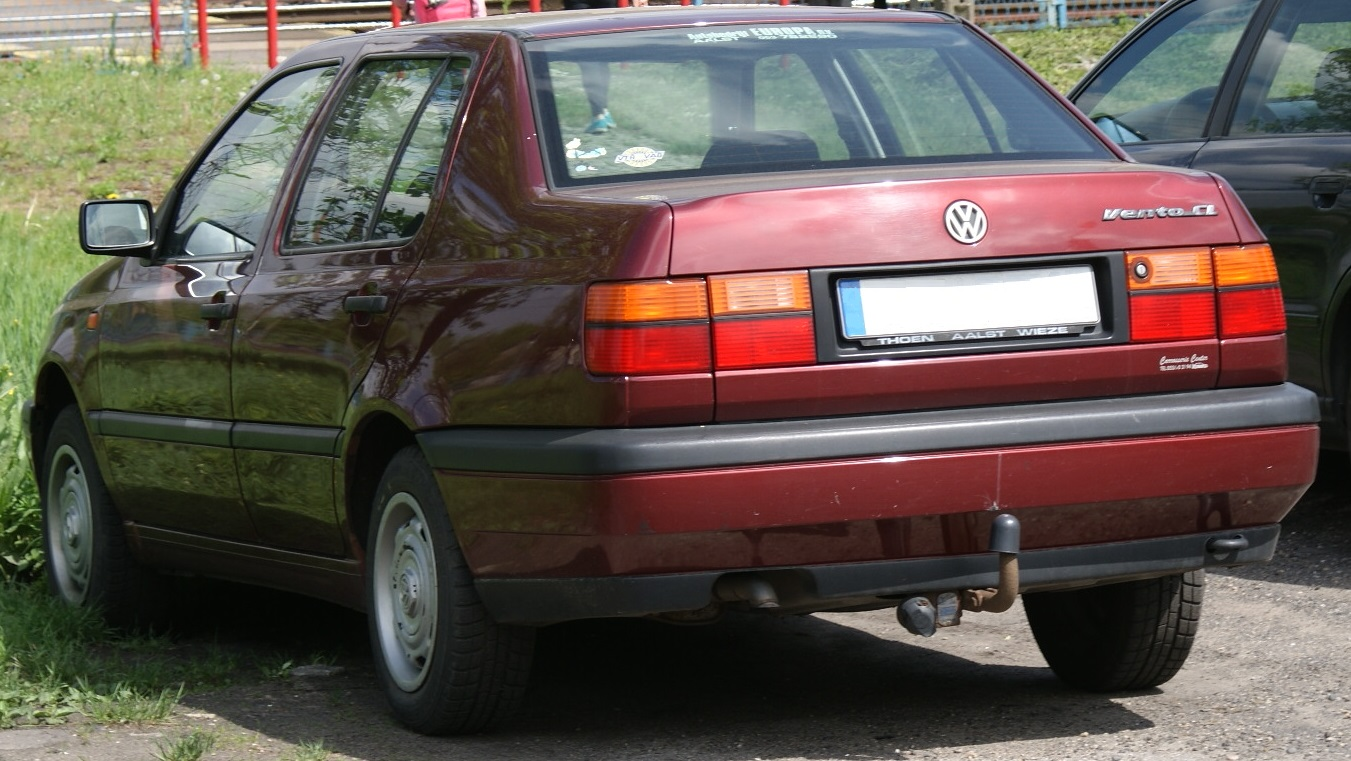
Heckansicht

Das Fahrzeug war in technischer Hinsicht baugleich mit dem Golf III und – wie die Vorgängermodelle – eine Stufenheck-Variante des Golf. Abgesehen von der 36 cm längeren Karosserie unterscheidet sich der Vento vom Golf III durch eckige Frontscheinwerfer, einen anders gestalteten Kühlergrill, ein leicht modifiziertes Armaturenbrett (bis einschließlich Modelljahr 1994), eine bessere Serienausstattung (mit unter anderem lackierten vorderen und hinteren Schürzen, 14"-Rädern, weißen Blinkleuchtengläsern vorne sowie einer anderen Türinnenverkleidung).
Der Vento wurde ausschließlich als Viertürer produziert. Eine zweitürige Modellvariante wie bei den beiden vorhergegangenen Jetta-Modellen war verworfen worden, da seit Ende der 1980er-Jahre auf den Hauptabsatzmärkten kaum mehr Bedarf für einen solchen Fahrzeugtyp vorhanden war. Auch eine Syncro genannte Allradversion wurde nicht mehr angeboten.
Anfangs waren vier Ottomotoren (1,8 l mit 75 PS (55 kW), 1,8 l mit 90 PS (66 kW), 2,0 l mit 115 PS (85 kW) und 2,8-l-VR6 mit 174 PS (128 kW)) und zwei Dieselmotoren (1,9 l mit 64 PS (47 kW) und 1,9 l mit 75 PS (55 kW)) lieferbar. Der 1,6 l mit 75 PS (55 kW) folgte im Sommer 1992. Der 1,4-l-Basismotor des Golf III mit 60 PS (44 kW) und der 2,0-l-16V-Motor mit 150 PS (110 kW) waren für Vento/Jetta III nicht erhältlich.
Sechs Ausstattungsversionen wurden angeboten: Vento CL/CLX als Basisversionen, GL/GLX komfortbetont, GT sportlich, GTD sportlich mit einem Dieselmotor und VR6 mit Sechszylinder-Motor. In den USA hießen die sportlicheren Versionen wie in Europa ebenfalls GT (vorher GLI). Der VR6 war dort in einer luxuriös-komfortableren Variante als GL  und in einer sportlichen als GT bestellbar. Erstmals gab es den Motor des GT mit 115 PS optional auch für die GL-Version, hier außerdem in Verbindung mit einer neuen Vierstufen-Getriebeautomatik. Die meistbestellte Version war der Vento GL; der meistgefragte Motor der 1,8 l mit 90 PS (66 kW).
Trotzdem blieb die Nachfrage in Europa auch bei diesem Modell wieder relativ bescheiden, in Nordamerika aber war der Jetta erneut ein Erfolg. Der Kofferraum mit einem Fassungsvermögen von 550 Liter und das Platzangebot zählen zu den Pluspunkten dieses Modelltyps.

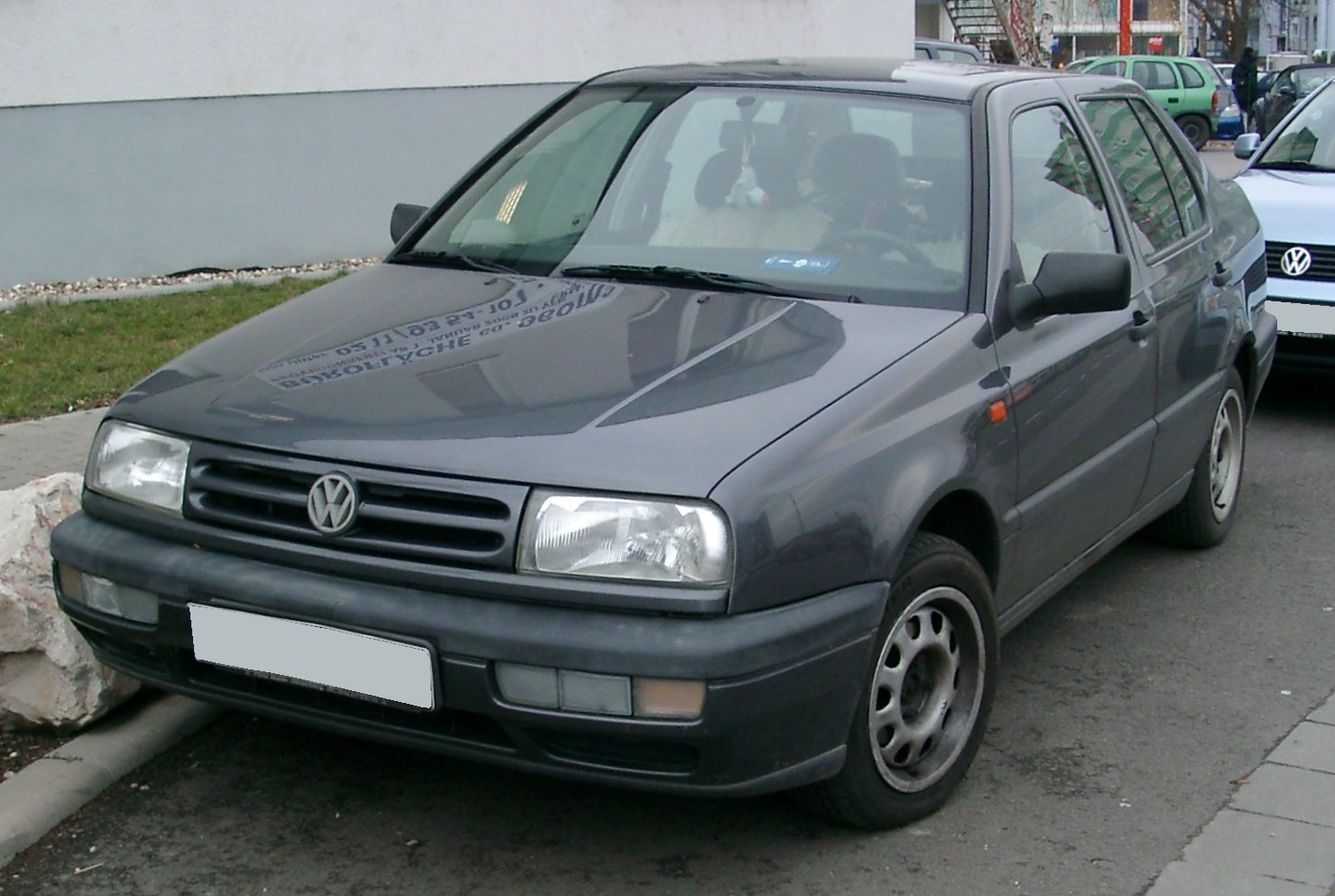
VW Vento (1993–1995)
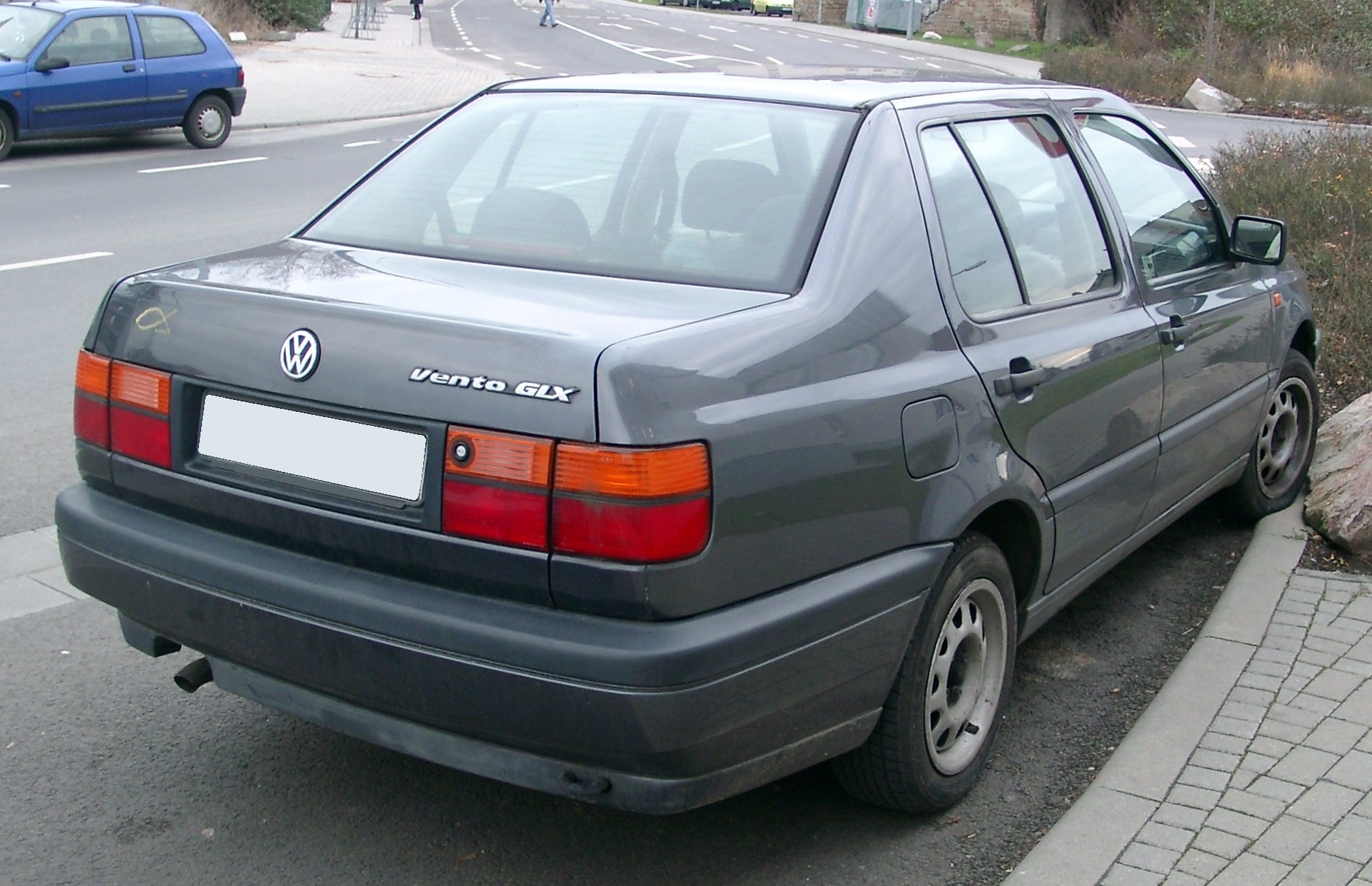
Heckansicht
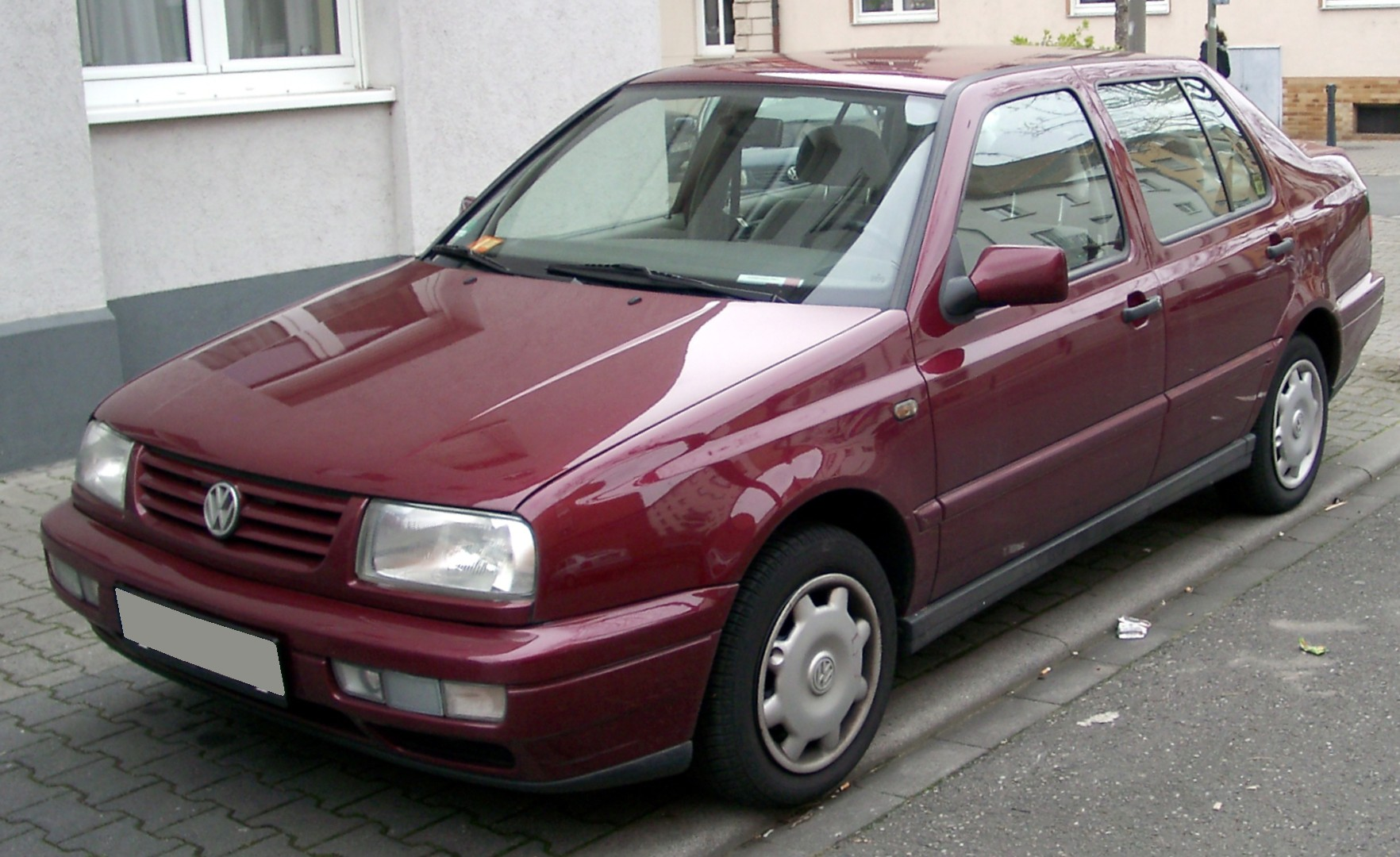
VW Vento (1995–1998)
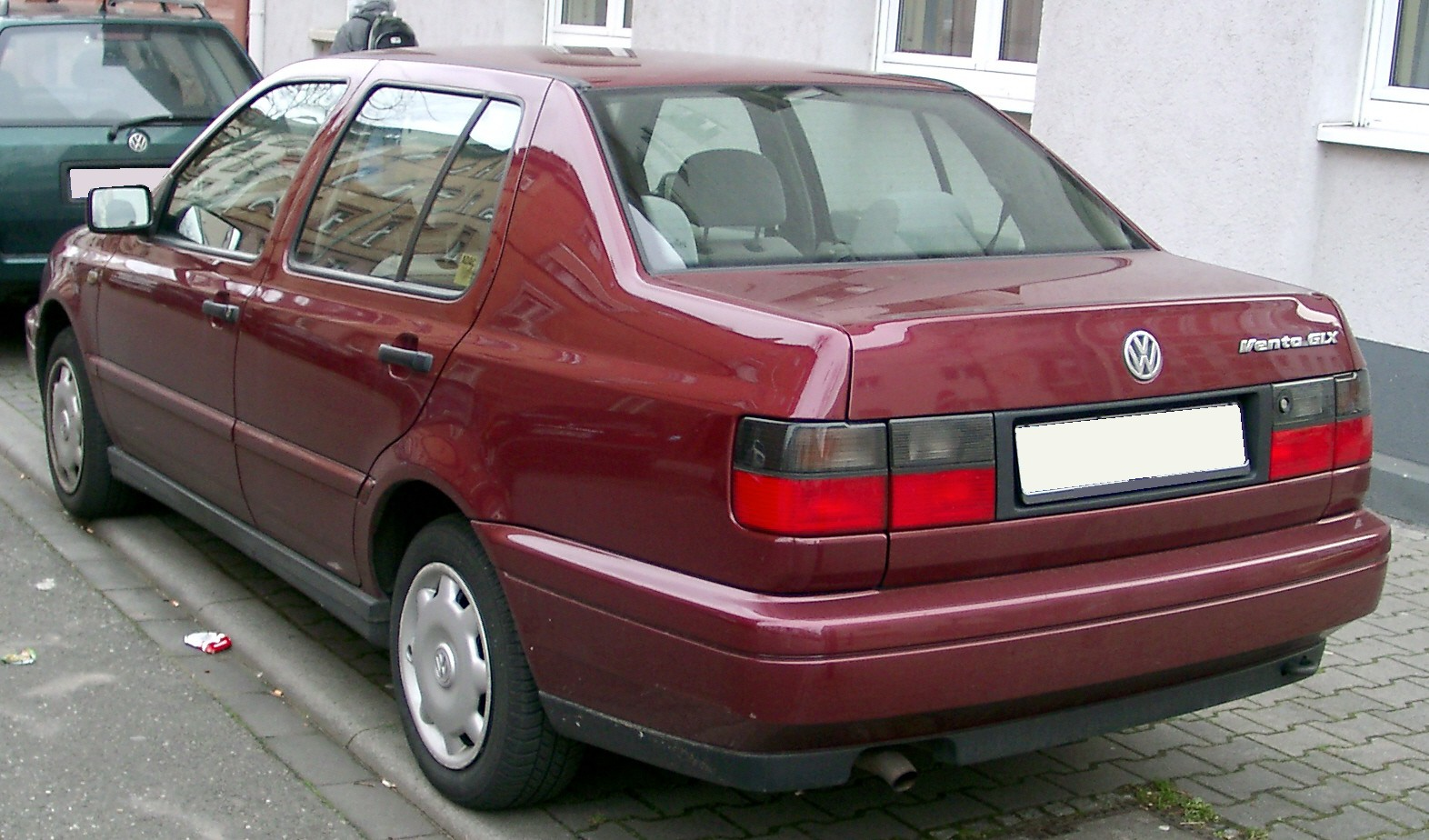
Heckansicht
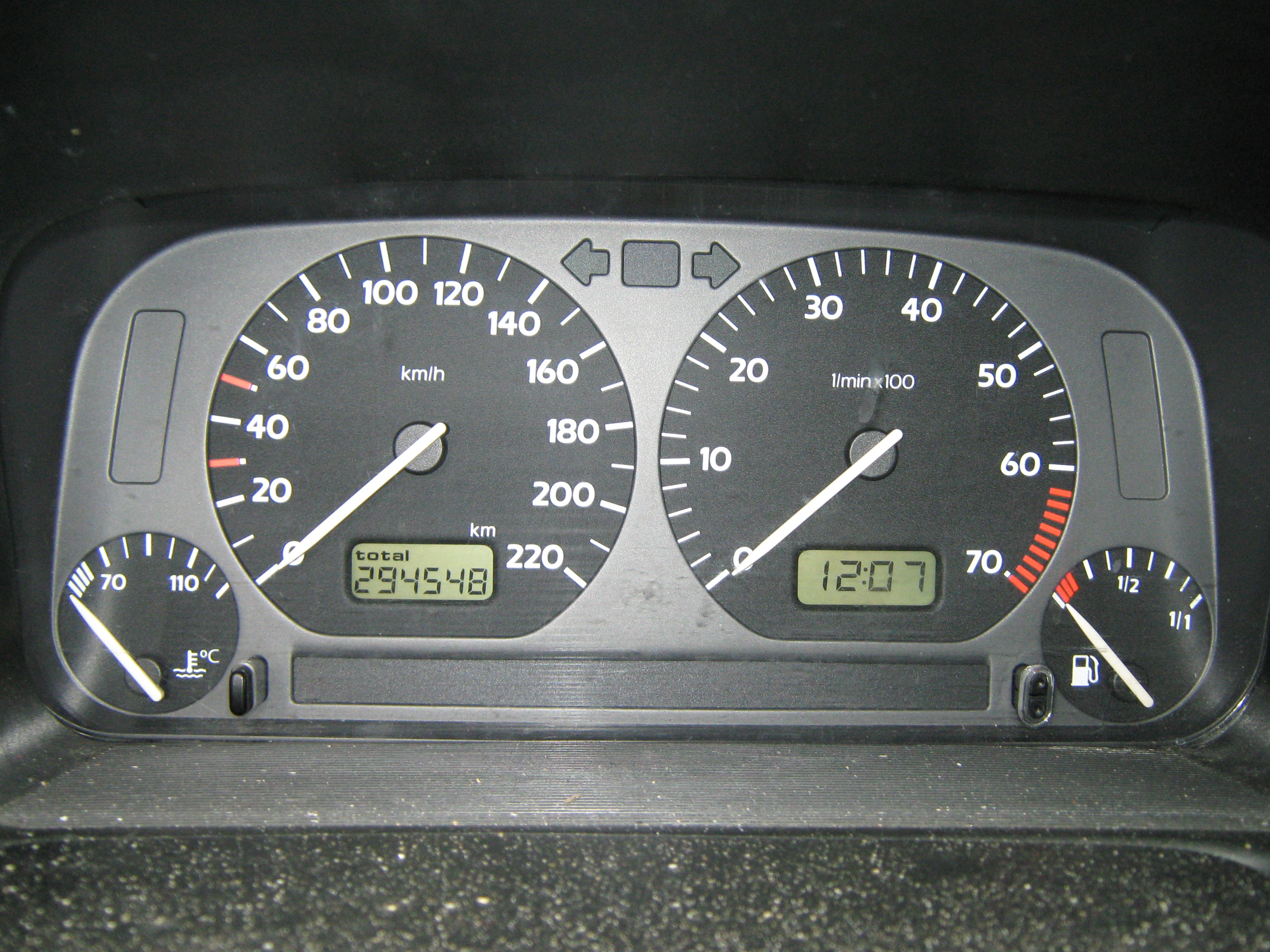
Kombiinstrument

## Überblick
Im Laufe der sechsjährigen Bauzeit ergaben sich zahlreiche Änderungen:
1992
- Januar: Vorstellung des Modells mit den Motoren:

1,8 75 PS (55 kW) bzw. 90 PS (66 kW)
2,0 115 PS (85 kW)
2,8 VR6 174 PS (128 kW)
1,9 D 64 PS (47 kW)
1,9 TD 75 PS (55 kW)
- August: Neuer 1,6-Liter-Benzinmotor mit 75 PS (55 kW).

1993
- Vorstellung des Jetta III in den USA.
- Zum Modelljahr 1994 kleine Modellpflege mit neuem Kombi-Instrumententräger, neuen Sicherungsknöpfen, abgedunkelten Heckleuchten bei der VR6-Version, neuem, dreispeichigen, in Wagenfarbe lackiertem Kühlergrill, sowie der Einführung eines serienmäßigen Einklemmschutzes bei den elektrischen Fensterhebern und/oder dem Schiebedach.
- November: Neuer 1,9-Liter-TDI-Turbodieselmotor mit 90 PS (66 kW) und direkter Einspritzung.

1994
- Zum Modelljahr 1995 kleine technische Änderungen:
  - Serienmäßige elektronische Wegfahrsperre bei gleichzeitigem Entfall des Werkstattschlüssels.
  - Handschuhfach mit Klappe, jetzt auch in Verbindung mit Beifahrerairbag.
  - Beim 47-kW-Saug- und 55-kW-Turbodiesel entfällt der mechanische Kaltstartzug am Fahrerplatz.
- Oktober: Neuer 1,6-Liter-Benzinmotor mit 100 PS (74 kW).

1995
- Juli: Neuer 1,9-Liter-Saugdieselmotor mit 64 PS (47 kW) und direkter Einspritzung.
- September: Zum Modelljahr 1996 kleine Modellpflege mit geänderten Stahlrädern, serienmäßig abgedunkelten Heckleuchten, einem neuen, in Wagenfarbe lackierten „Happy-Face“-Kühlergrill im Stil des Passat, schwarz lackierten Stahlrädern (vorher in Silber) und Radvollblenden, neuen Aluminiumrädern, sowie elektrisch verstellbaren Außenspiegeln und elektrischen Fensterhebern, vollflächig lackierten Stoßstangen, ab Version CL eine Lackierung aller äußeren Plastikteile (außer Türgriffen) in Wagenfarbe, abgerundeten, seitlichen Blinkleuchten, Armaturenbrett des Golf III. Neue Modellbezeichnungen: CLX (vorher CL) und GLX (vorher GL), alle anderen wie zuvor. Die GTD-Version entfällt, stattdessen Einführung des GT TDI und zusätzlichen neuen Lackierungen, sowie serienmäßigen Kopfstützen für die Rücksitze.

1996
- Januar:
  - Neue Motoren:

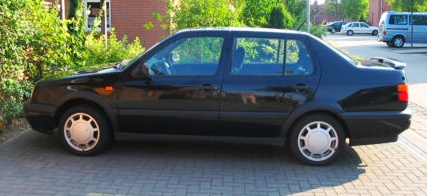
VW Vento in der Ausstattungsvariante GT (85 kW/115 PS)

    - Modernisierter 1,6-Liter-Motor mit 100 PS (74 kW).
    - Neuer Turbodieselmotor mit Direkteinspritzung (1,9 Liter mit 110 PS (GT(I) TDI, Unterscheidungsmerkmal Rotes "I" in  TDI).

  - Die Ausstattungslinien heißen nun CLX, GLX, GT und VR6.
- September:
  - Kleine Änderungen für das Modelljahr 1997:
    - Kühlflüssigkeit jetzt G 12 (rosa) statt G 11 (blaugrün).
    - ABS jetzt bei allen Modellvarianten (vorher nur VR6) serienmäßig.
    - Die Ausstattungsvarianten wurden in Trendline, Comfortline und Highline (wie Passat B5 und Golf IV) umbenannt.

1997
- Geänderter Kabelbaum.
- Serienmäßig zusätzlich zwei Seitenairbags.

1998
- Juli: Die Produktion wird mit Ende des Modelljahres 1998 eingestellt. Als Nachfolger erschien im September 1998 für das Modelljahr 1999 der VW Bora, auf dem VW Golf IV basierend.

Aus Plänen für einen Kombi der Modellreihe, die Vento Variant heißen sollte, wurde schließlich mit dem Golf zugehörigen Frontdesign der Golf Variant entwickelt. Ein Vento Cabriolet entstand bei Hofele-Design in Einzelstücken auf Basis des Golf III Cabrios, es wurde im September 1994 auf der Automechanika in Frankfurt am Main vorgestellt. Es war geplant, einen Umbau anzubieten – nicht zuletzt wegen des Kofferraumgewinns und der gefälligeren Optik. Angepeilt war dabei ein Umrüstungspreis von etwa 8000 DM. Dazu kam es jedoch nicht, es entstanden aber einige wenige Vorserienmodelle.

## Technische Daten

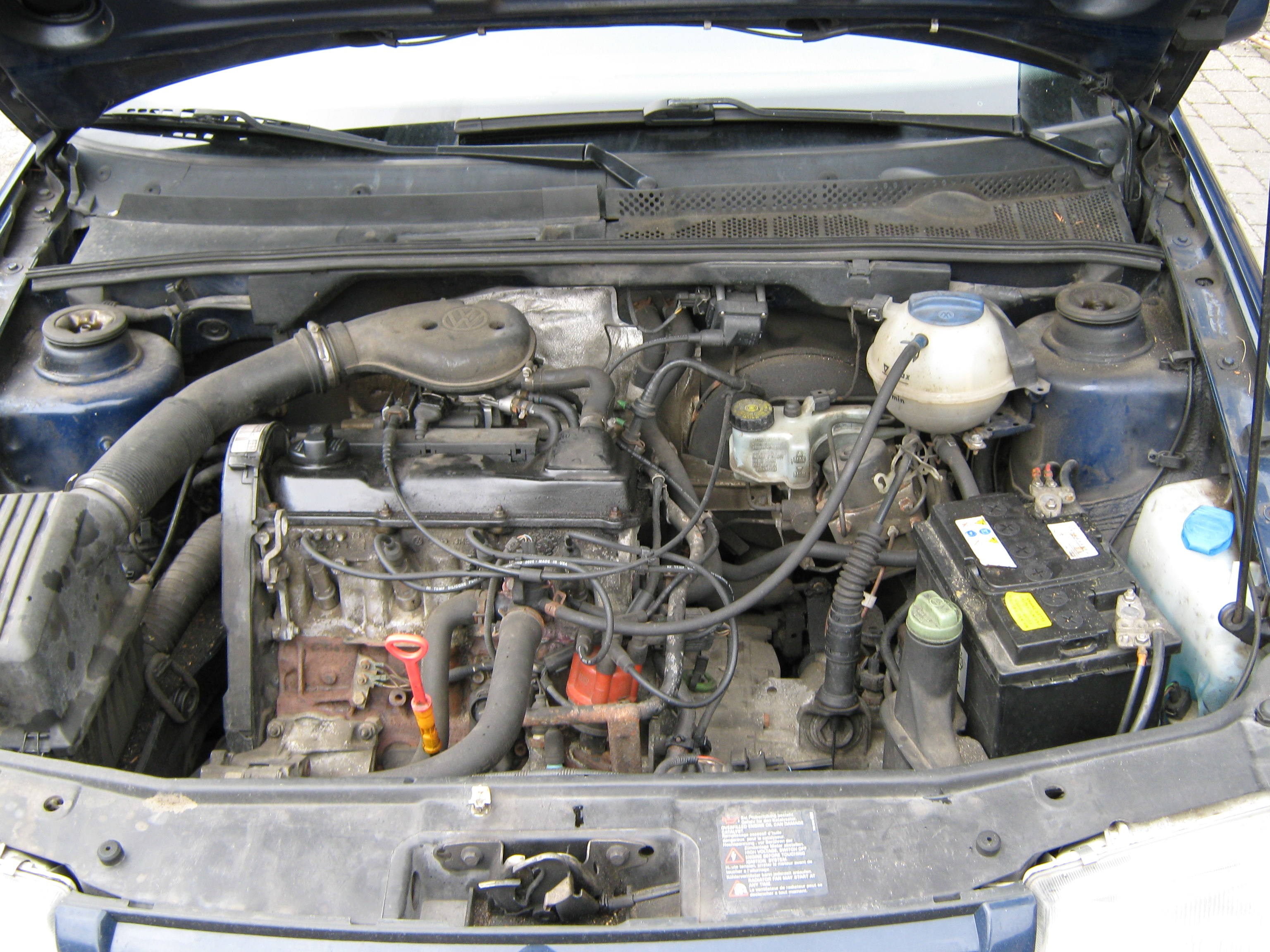
Vierzylinder mit 66 kW (90 PS; MKB: ADZ)

### Ottomotoren
|                                             | 1,6 | 1,6 | 1,6 | 1,6 | 1,6 | 1,8 | 1,8 | 1,8 | 2,0 | 2,0 | 2,0 | 2,8 VR6 |
| Bauzeitraum                                 | 08/1992–09/1994 | 09/1994–07/1995 | 08/1995–07/1998 | 08/1994–10/1995 | 11/1995–07/1998 | 01/1992–07/1998 | 01/1992–09/1994 | 10/1994–07/1998 | 01/1992–09/1994 | 10/1994–07/1995 | 08/1995–07/1998 | 01/1992–07/1998 |
| Motorkennbuchstaben                         | ABU | AEA | AEE | AEK | AFT | AAM | ABS | ADZ | 2E | ADY | AGG | AAA |
| Motorkenndaten                              | | | | | | | | | | | | |
| Motortyp                                    | R4-Ottomotor | R4-Ottomotor | R4-Ottomotor | R4-Ottomotor | R4-Ottomotor | R4-Ottomotor | R4-Ottomotor | R4-Ottomotor | R4-Ottomotor | R4-Ottomotor | R4-Ottomotor | VR6-Ottomotor |
| Anzahl Ventile pro Zylinder                 | 2 | 2 | 2 | 2 | 2 | 2 | 2 | 2 | 2 | 2 | 2 | 2 |
| Ventilsteuerung                             | OHC, Zahnriemen | OHC, Zahnriemen | OHC, Zahnriemen | OHC, Zahnriemen | OHC, Zahnriemen | OHC, Zahnriemen | OHC, Zahnriemen | OHC, Zahnriemen | OHC, Zahnriemen | OHC, Zahnriemen | OHC, Zahnriemen | OHC, Zahnriemen |
| Gemischaufbereitung                         | Mono-Motronic | Mono-Motronic 1.3 | MPI Marelli 1AV | Motronic M2,9 | Simos | Mono-Motronic | Mono-Motronic | Mono-Motronic | Digifant | Simos | Simos | Motronic M2,9 |
| Motoraufladung                              | — | — | — | — | — | — | — | — | — | — | — | — |
| Kühlung                                     | Wasserkühlung | Wasserkühlung | Wasserkühlung | Wasserkühlung | Wasserkühlung | Wasserkühlung | Wasserkühlung | Wasserkühlung | Wasserkühlung | Wasserkühlung | Wasserkühlung | Wasserkühlung |
| Bohrung × Hub                               | 76,5 mm × 86,9 mm | 76,5 mm × 86,9 mm | 76,5 mm × 86,9 mm | 81,0 mm × 77,4 mm | 81,0 mm × 77,4 mm | 81,0 mm × 86,4 mm | 81,0 mm × 86,4 mm | 81,0 mm × 86,4 mm | 82,5 mm × 92,8 mm | 82,5 mm × 92,8 mm | 82,5 mm × 92,8 mm | 81,0 mm × 90,3 mm |
| Hubraum                                     | 1598 cm³ | 1598 cm³ | 1598 cm³ | 1595 cm³ | 1595 cm³ | 1781 cm³ | 1781 cm³ | 1781 cm³ | 1984 cm³ | 1984 cm³ | 1984 cm³ | 2792 cm³ |
| Verdichtungsverhältnis                      | 9,3:1 | 9,8:1 | 9,8:1 | 10,3:1 | 10,3:1 | 9,0:1 | 10,0:1 | 10,0:1 | 10,4:1 | 10,0:1 | 9,6:1 | 10,0:1 |
| max. Leistung bei min−1                     | 55 kW (75 PS) /5200 | 55 kW (75 PS) /5200 | 55 kW (75 PS) /4800 | 74 kW (100 PS) /5800 | 74 kW (100 PS) /5800 | 55 kW (75 PS) /5000 | 66 kW (90 PS) /5500 | 66 kW (90 PS) /5500 | 85 kW (115 PS) /5400 | 85 kW (115 PS) /5400 | 85 kW (115 PS) /5400 | 128 kW (174 PS) /5800 |
| max. Drehmoment bei min−1                   | 126 Nm /2600 | 128 Nm /2800 | 135 Nm /2800–3600 | 135 Nm /4400 | 140 Nm /3500 | 140 Nm /2500 | 145 Nm /2500 | 145 Nm /2500 | 166 Nm /3200 | 166 Nm /3200 | 166 Nm /2600 | 235 Nm (1) /4200 |
| Kraftübertragung                            | | | | | | | | | | | | |
| Antrieb                                     | Vorderradantrieb | Vorderradantrieb | Vorderradantrieb | Vorderradantrieb | Vorderradantrieb | Vorderradantrieb | Vorderradantrieb | Vorderradantrieb | Vorderradantrieb | Vorderradantrieb | Vorderradantrieb | Vorderradantrieb |
| Getriebe, serienmäßig                       | 5-Gang-Schaltgetriebe | 5-Gang-Schaltgetriebe | 5-Gang-Schaltgetriebe | 5-Gang-Schaltgetriebe | 5-Gang-Schaltgetriebe | 5-Gang-Schaltgetriebe | 5-Gang-Schaltgetriebe | 5-Gang-Schaltgetriebe | 5-Gang-Schaltgetriebe | 5-Gang-Schaltgetriebe | 5-Gang-Schaltgetriebe | 5-Gang-Schaltgetriebe |
| Getriebe, optional                          | — | — | — | 4-Stufen-Automatikgetriebe | 4-Stufen-Automatikgetriebe | 4-Stufen-Automatikgetriebe | 4-Stufen-Automatikgetriebe | 4-Stufen-Automatikgetriebe | 4-Stufen-Automatikgetriebe | 4-Stufen-Automatikgetriebe | 4-Stufen-Automatikgetriebe | 4-Stufen-Automatikgetriebe |
| Messwerte (2)                               | | | | | | | | | | | | |
| Höchstgeschwindigkeit                       | 168 km/h | 168 km/h | 168 km/h | 188 km/h (185 km/h) | 188 km/h (185 km/h) | 168 km/h (164 km/h) | 178 km/h (174 km/h) | 178 km/h (175 km/h) | 196 km/h (194 km/h) | 196 km/h (194 km/h) | 196 km/h (193 km/h) | 224 km/h (220 km/h) |
| Beschleunigung, 0–100 km/h                  | 14,4 s | 14,4 s | 14,0 s | 11,7 s (13,6 s) | 11,7 s (13,6 s) | 14,8 s (18,2 s) | 12,7 s (14,5 s) | 12,7 s (15,3 s) | 10,4 s (11,9 s) | 10,4 s (11,9 s) | 10,6 s (12,2 s) | 8,0 s (9,3 s) |
| Kraftstoffverbrauch auf 100 km (kombiniert) | 7,6 l N | 7,6 l N | 7,0 l S | k. A. | 7,7 l S (8,3 l S) | 7,2 l N (8,5 l N) | 7,9 l S (8,3 l S) | 7,5 l S (8,1 l S) | 7,5 l S (8,2 l S) | 7,5 l S (8,2 l S) | 7,6 l S (8,2 l S) | 9,0 l S (9,5 l S) |
| CO2-Emission (kombiniert)                   | k. A. | k. A. | k. A. | k. A. | k. A. | 195 g/km (237 g/km) | k. A. | 197 g/km (237 g/km) | 200 g/km (232 g/km) | 200 g/km (232 g/km) | 200 g/km (232 g/km) | 256 g/km (282 g/km) |
| Fahrwerk                                    | | | | | | | | | | | | |
| Radaufhängung vorn                          | MacPherson-Federbeine, Dreieckslenker | MacPherson-Federbeine, Dreieckslenker | MacPherson-Federbeine, Dreieckslenker | MacPherson-Federbeine, Dreieckslenker | MacPherson-Federbeine, Dreieckslenker | MacPherson-Federbeine, Dreieckslenker | MacPherson-Federbeine, Dreieckslenker | MacPherson-Federbeine, Dreieckslenker | MacPherson-Federbeine, Dreieckslenker | MacPherson-Federbeine, Dreieckslenker | MacPherson-Federbeine, Dreieckslenker | MacPherson-Federbeine, Dreieckslenker |
| Radaufhängung hinten                        | Verbundlenkerachse, Schraubenfedern | Verbundlenkerachse, Schraubenfedern | Verbundlenkerachse, Schraubenfedern | Verbundlenkerachse, Schraubenfedern | Verbundlenkerachse, Schraubenfedern | Verbundlenkerachse, Schraubenfedern | Verbundlenkerachse, Schraubenfedern | Verbundlenkerachse, Schraubenfedern | Verbundlenkerachse, Schraubenfedern | Verbundlenkerachse, Schraubenfedern | Verbundlenkerachse, Schraubenfedern | Verbundlenkerachse, Schraubenfedern |
| Bremsen                                     | vorn Scheibenbremsen, hinten Trommelbremsen, auf Wunsch ABS, beim VR6 sowie alle Modelle ab September 1996 war ABS Serienausstattung (GL, GLX mit 85 kW, GT und VR6: vorn belüftete Scheibenbremsen, hinten Scheibenbremsen) | vorn Scheibenbremsen, hinten Trommelbremsen, auf Wunsch ABS, beim VR6 sowie alle Modelle ab September 1996 war ABS Serienausstattung (GL, GLX mit 85 kW, GT und VR6: vorn belüftete Scheibenbremsen, hinten Scheibenbremsen) | vorn Scheibenbremsen, hinten Trommelbremsen, auf Wunsch ABS, beim VR6 sowie alle Modelle ab September 1996 war ABS Serienausstattung (GL, GLX mit 85 kW, GT und VR6: vorn belüftete Scheibenbremsen, hinten Scheibenbremsen) | vorn Scheibenbremsen, hinten Trommelbremsen, auf Wunsch ABS, beim VR6 sowie alle Modelle ab September 1996 war ABS Serienausstattung (GL, GLX mit 85 kW, GT und VR6: vorn belüftete Scheibenbremsen, hinten Scheibenbremsen) | vorn Scheibenbremsen, hinten Trommelbremsen, auf Wunsch ABS, beim VR6 sowie alle Modelle ab September 1996 war ABS Serienausstattung (GL, GLX mit 85 kW, GT und VR6: vorn belüftete Scheibenbremsen, hinten Scheibenbremsen) | vorn Scheibenbremsen, hinten Trommelbremsen, auf Wunsch ABS, beim VR6 sowie alle Modelle ab September 1996 war ABS Serienausstattung (GL, GLX mit 85 kW, GT und VR6: vorn belüftete Scheibenbremsen, hinten Scheibenbremsen) | vorn Scheibenbremsen, hinten Trommelbremsen, auf Wunsch ABS, beim VR6 sowie alle Modelle ab September 1996 war ABS Serienausstattung (GL, GLX mit 85 kW, GT und VR6: vorn belüftete Scheibenbremsen, hinten Scheibenbremsen) | vorn Scheibenbremsen, hinten Trommelbremsen, auf Wunsch ABS, beim VR6 sowie alle Modelle ab September 1996 war ABS Serienausstattung (GL, GLX mit 85 kW, GT und VR6: vorn belüftete Scheibenbremsen, hinten Scheibenbremsen) | vorn Scheibenbremsen, hinten Trommelbremsen, auf Wunsch ABS, beim VR6 sowie alle Modelle ab September 1996 war ABS Serienausstattung (GL, GLX mit 85 kW, GT und VR6: vorn belüftete Scheibenbremsen, hinten Scheibenbremsen) | vorn Scheibenbremsen, hinten Trommelbremsen, auf Wunsch ABS, beim VR6 sowie alle Modelle ab September 1996 war ABS Serienausstattung (GL, GLX mit 85 kW, GT und VR6: vorn belüftete Scheibenbremsen, hinten Scheibenbremsen) | vorn Scheibenbremsen, hinten Trommelbremsen, auf Wunsch ABS, beim VR6 sowie alle Modelle ab September 1996 war ABS Serienausstattung (GL, GLX mit 85 kW, GT und VR6: vorn belüftete Scheibenbremsen, hinten Scheibenbremsen) | vorn Scheibenbremsen, hinten Trommelbremsen, auf Wunsch ABS, beim VR6 sowie alle Modelle ab September 1996 war ABS Serienausstattung (GL, GLX mit 85 kW, GT und VR6: vorn belüftete Scheibenbremsen, hinten Scheibenbremsen) |
| Lenkung                                     | Zahnstangenlenkung, servounterstützt | Zahnstangenlenkung, servounterstützt | Zahnstangenlenkung, servounterstützt | Zahnstangenlenkung, servounterstützt | Zahnstangenlenkung, servounterstützt | Zahnstangenlenkung, servounterstützt | Zahnstangenlenkung, servounterstützt | Zahnstangenlenkung, servounterstützt | Zahnstangenlenkung, servounterstützt | Zahnstangenlenkung, servounterstützt | Zahnstangenlenkung, servounterstützt | Zahnstangenlenkung, servounterstützt |
| Karosserie                                  | Stahlblech, selbsttragend | Stahlblech, selbsttragend | Stahlblech, selbsttragend | Stahlblech, selbsttragend | Stahlblech, selbsttragend | Stahlblech, selbsttragend | Stahlblech, selbsttragend | Stahlblech, selbsttragend | Stahlblech, selbsttragend | Stahlblech, selbsttragend | Stahlblech, selbsttragend | Stahlblech, selbsttragend |
| Maße                                        | | | | | | | | | | | | |
| Spurweite vorn/hinten                       | 1464/1448 mm | 1464/1448 mm | 1464/1448 mm | 1464/1448 mm | 1464/1448 mm | 1464/1448 mm | 1464/1448 mm | 1464/1448 mm | 1464/1448 mm | 1464/1448 mm | 1464/1448 mm | 1450/1434 mm |
| Länge                                       | 4380 mm | 4380 mm | 4380 mm | 4380 mm | 4380 mm | 4380 mm | 4380 mm | 4380 mm | 4380 mm | 4380 mm | 4380 mm | 4380 mm |
| Breite                                      | 1695 mm | 1695 mm | 1695 mm | 1695 mm | 1695 mm | 1695 mm | 1695 mm | 1695 mm | 1695 mm | 1695 mm | 1695 mm | 1695 mm |
| Höhe                                        | 1425 mm | 1425 mm | 1425 mm | 1415 mm | 1415 mm | 1425 mm | 1425 mm | 1425 mm | 1415 mm | 1415 mm | 1415 mm | 1405 mm |
| Radstand                                    | 2475 mm | 2475 mm | 2475 mm | 2475 mm | 2475 mm | 2475 mm | 2475 mm | 2475 mm | 2475 mm | 2475 mm | 2475 mm | 2475 mm |
| Gewichte                                    | | | | | | | | | | | | |
| Leergewicht (2)                             | 1105 kg | 1105 kg | 1105 kg | 1105 kg (1135 kg) | 1105 kg (1135 kg) | 1105 kg (1135 kg) | 1115 kg (1145 kg) | 1115 kg (1145 kg) | 1160 kg (1190 kg) | 1160 kg (1190 kg) | 1160 kg (1190 kg) | 1265 kg (1295 kg) |
| Zulässiges Gesamtgewicht                    | 1590 kg | 1590 kg | 1590 kg | 1610 kg | 1610 kg | 1590 kg | 1590 kg | 1590 kg | 1630 kg | 1630 kg | 1630 kg | 1725 kg |
| Zulässiges Anhängelast ohne/mit Bremsen     | 500/1000 kg | 500/1000 kg | 500/1000 kg | 500/1000 kg | 500/1000 kg | 500/1200 kg | 500/1200 kg | 500/1200 kg | 500/1200 kg | 500/1200 kg | 500/1200 kg | 600/1200 kg |
| Ausstattungsvarianten                       | | | | | | | | | | | | |
|                                             | CL, CLX, GL, GLX | CL, CLX, GL, GLX | CL, CLX, GL, GLX | CL, CLX, GLX, GT | CL, CLX, GLX, GT | CL, CLX, GL, GLX | CL, CLX, GL, GLX, GT | CL, CLX, GL, GLX, GT | CL, CLX, GL, GLX, GT | CL, CLX, GL, GLX, GT | CL, CLX, GL, GLX, GT | VR6 |

Die Verfügbarkeit der Motoren war von Modell, Ausstattung und Markt abhängig.

### Dieselmotoren
|                                             | 1,9 D | 1,9 SDI | 1,9 TD | 1,9 TDI | 1,9 TDI | 1,9 TDI | 1,9 TDI (1) |
| Bauzeitraum                                 | 01/1992–07/1998 | 08/1995–07/1998 | 01/1992–07/1998 | 11/1993–06/1996 | 07/1996–07/1998 | 06/1997–07/1998 | 01/1996–07/1998 |
| Motorkennbuchstaben                         | 1Y | AEY | AAZ | 1Z | AHU | ALE | AFN |
| Motorkenndaten                              | | | | | | | |
| Motortyp                                    | R4-Dieselmotor | R4-Dieselmotor | R4-Dieselmotor | R4-Dieselmotor | R4-Dieselmotor | R4-Dieselmotor | R4-Dieselmotor |
| Anzahl Ventile pro Zylinder                 | 2 | 2 | 2 | 2 | 2 | 2 | 2 |
| Ventilsteuerung                             | OHC, Zahnriemen | OHC, Zahnriemen | OHC, Zahnriemen | OHC, Zahnriemen | OHC, Zahnriemen | OHC, Zahnriemen | OHC, Zahnriemen |
| Gemischaufbereitung                         | Wirbelkammereinspritzung | Direkteinspritzung | Wirbelkammereinspritzung | Direkteinspritzung | Direkteinspritzung | Direkteinspritzung | Direkteinspritzung |
| Motoraufladung                              | — | — | Turbolader (0,7 bar) | Turbolader (0,95 bar) und Ladeluftkühler | Turbolader (0,95 bar) und Ladeluftkühler | Turbolader (0,95 bar) und Ladeluftkühler | Turbolader (0,95 bar) und Ladeluftkühler |
| Kühlung                                     | Wasserkühlung | Wasserkühlung | Wasserkühlung | Wasserkühlung | Wasserkühlung | Wasserkühlung | Wasserkühlung |
| Bohrung × Hub                               | 79,5 mm × 95,5 mm | 79,5 mm × 95,5 mm | 79,5 mm × 95,5 mm | 79,5 mm × 95,5 mm | 79,5 mm × 95,5 mm | 79,5 mm × 95,5 mm | 79,5 mm × 95,5 mm |
| Hubraum                                     | 1896 cm³ | 1896 cm³ | 1896 cm³ | 1896 cm³ | 1896 cm³ | 1896 cm³ | 1896 cm³ |
| Verdichtungsverhältnis                      | 22,5:1 | 19,5:1 | 22,5:1 | 19,5:1 | 19,5:1 | 19,5:1 | 19,5:1 |
| max. Leistung bei min−1                     | 47 kW (64 PS) /4400 | 47 kW (64 PS) /4200 | 55 kW (75 PS) /4200 | 66 kW (90 PS) /4000 | 66 kW (90 PS) /4000 | 66 kW (90 PS) /3750 | 81 kW (110 PS) /4150 |
| max. Drehmoment bei min−1                   | 124 Nm /2000–3000 | 125 Nm /2200–2800 | 150 Nm /2400–3400 | 202 Nm /1900 | 202 Nm /1900 | 210 Nm /1900 | 235 Nm /1900 |
| Kraftübertragung                            | | | | | | | |
| Antrieb                                     | Vorderradantrieb | Vorderradantrieb | Vorderradantrieb | Vorderradantrieb | Vorderradantrieb | Vorderradantrieb | Vorderradantrieb |
| Getriebe, serienmäßig                       | 5-Gang-Schaltgetriebe | 5-Gang-Schaltgetriebe | 5-Gang-Schaltgetriebe | 5-Gang-Schaltgetriebe | 5-Gang-Schaltgetriebe | 5-Gang-Schaltgetriebe | 5-Gang-Schaltgetriebe |
| Getriebe, optional                          | — | — | 4-Stufen-Automatikgetriebe | 4-Stufen-Automatikgetriebe | 4-Stufen-Automatikgetriebe | 4-Stufen-Automatikgetriebe | 4-Stufen-Automatikgetriebe |
| Messwerte (2)                               | | | | | | | |
| Höchstgeschwindigkeit                       | 156 km/h | 156 km/h | 165 km/h (162 km/h) | 178 km/h (175 km/h) | 178 km/h (175 km/h) | 178 km/h (175 km/h) | 193 km/h (190 km/h) |
| Beschleunigung, 0–100 km/h                  | 18,3 s | 18,3 s | 15,5 s (18,1 s) | 13,2 s (15,3 s) | 13,2 s (15,3 s) | 13,2 s (15,3 s) | 11,2 s (12,9 s) |
| Kraftstoffverbrauch auf 100 km (kombiniert) | 5,9 l D | 5,1 l D | 6,1 l D (k. A. l D) | 5,0 l D (6,8 l D) | 5,0 l D (6,8 l D) | k. A. l D | 5,0 l D (6,4 l D) |
| CO2-Emission (kombiniert)                   | 167 g/km | 144 g/km | 172 g/km (k. A.) | 137 g/km (177 g/km) | 137 g/km (177 g/km) | k. A. l D | 142 g/km (179 g/km) |
| Fahrwerk                                    | | | | | | | |
| Radaufhängung vorn                          | MacPherson-Federbeine, Dreieckslenker | MacPherson-Federbeine, Dreieckslenker | MacPherson-Federbeine, Dreieckslenker | MacPherson-Federbeine, Dreieckslenker | MacPherson-Federbeine, Dreieckslenker | MacPherson-Federbeine, Dreieckslenker | MacPherson-Federbeine, Dreieckslenker |
| Radaufhängung hinten                        | Verbundlenkerachse, Schraubenfedern | Verbundlenkerachse, Schraubenfedern | Verbundlenkerachse, Schraubenfedern | Verbundlenkerachse, Schraubenfedern | Verbundlenkerachse, Schraubenfedern | Verbundlenkerachse, Schraubenfedern | Verbundlenkerachse, Schraubenfedern |
| Bremsen                                     | vorn Scheibenbremsen, hinten Trommelbremsen, auf Wunsch ABS, bei allen Modelle ab September 1996 war ABS Serienausstattung (110PS TDI: vorn belüftete Scheibenbremsen, hinten Scheibenbremsen, 90 PS vorn belüftete Scheibenbremsen, hinten Trommelbremsen) | vorn Scheibenbremsen, hinten Trommelbremsen, auf Wunsch ABS, bei allen Modelle ab September 1996 war ABS Serienausstattung (110PS TDI: vorn belüftete Scheibenbremsen, hinten Scheibenbremsen, 90 PS vorn belüftete Scheibenbremsen, hinten Trommelbremsen) | vorn Scheibenbremsen, hinten Trommelbremsen, auf Wunsch ABS, bei allen Modelle ab September 1996 war ABS Serienausstattung (110PS TDI: vorn belüftete Scheibenbremsen, hinten Scheibenbremsen, 90 PS vorn belüftete Scheibenbremsen, hinten Trommelbremsen) | vorn Scheibenbremsen, hinten Trommelbremsen, auf Wunsch ABS, bei allen Modelle ab September 1996 war ABS Serienausstattung (110PS TDI: vorn belüftete Scheibenbremsen, hinten Scheibenbremsen, 90 PS vorn belüftete Scheibenbremsen, hinten Trommelbremsen) | vorn Scheibenbremsen, hinten Trommelbremsen, auf Wunsch ABS, bei allen Modelle ab September 1996 war ABS Serienausstattung (110PS TDI: vorn belüftete Scheibenbremsen, hinten Scheibenbremsen, 90 PS vorn belüftete Scheibenbremsen, hinten Trommelbremsen) | vorn Scheibenbremsen, hinten Trommelbremsen, auf Wunsch ABS, bei allen Modelle ab September 1996 war ABS Serienausstattung (110PS TDI: vorn belüftete Scheibenbremsen, hinten Scheibenbremsen, 90 PS vorn belüftete Scheibenbremsen, hinten Trommelbremsen) | vorn Scheibenbremsen, hinten Trommelbremsen, auf Wunsch ABS, bei allen Modelle ab September 1996 war ABS Serienausstattung (110PS TDI: vorn belüftete Scheibenbremsen, hinten Scheibenbremsen, 90 PS vorn belüftete Scheibenbremsen, hinten Trommelbremsen) |
| Lenkung                                     | Zahnstangenlenkung, servounterstützt | Zahnstangenlenkung, servounterstützt | Zahnstangenlenkung, servounterstützt | Zahnstangenlenkung, servounterstützt | Zahnstangenlenkung, servounterstützt | Zahnstangenlenkung, servounterstützt | Zahnstangenlenkung, servounterstützt |
| Karosserie                                  | Stahlblech, selbsttragend | Stahlblech, selbsttragend | Stahlblech, selbsttragend | Stahlblech, selbsttragend | Stahlblech, selbsttragend | Stahlblech, selbsttragend | Stahlblech, selbsttragend |
| Maße                                        | | | | | | | |
| Spurweite vorn/hinten                       | 1464/1448 mm | 1464/1448 mm | 1464/1448 mm | 1464/1448 mm | 1464/1448 mm | 1464/1448 mm | 1464/1448 mm |
| Länge                                       | 4380 mm | 4380 mm | 4380 mm | 4380 mm | 4380 mm | 4380 mm | 4380 mm |
| Breite                                      | 1695 mm | 1695 mm | 1695 mm | 1695 mm | 1695 mm | 1695 mm | 1695 mm |
| Höhe                                        | 1425 mm | 1425 mm | 1425 mm | 1425 mm | 1425 mm | 1425 mm | 1415 mm |
| Radstand                                    | 2475 mm | 2475 mm | 2475 mm | 2475 mm | 2475 mm | 2475 mm | 2475 mm |
| Gewichte                                    | | | | | | | |
| Leergewicht (2)                             | 1150 kg | 1150 kg | 1160 kg (1190 kg) | 1205 kg (1235 kg) | 1205 kg (1235 kg) | 1205 kg (1235 kg) | 1205 kg (1235 kg) |
| Zulässiges Gesamtgewicht                    | 1630 kg | 1630 kg | 1640 kg | 1685 kg | 1685 kg | 1685 kg | 1685 kg |
| Zulässiges Anhängelast ohne/mit Bremsen     | 500/850 kg | 500/850 kg | 500/850 kg | 500/1200 kg | 500/1200 kg | 500/1200 kg | 500/1200 kg |
| Ausstattungsvarianten                       | | | | | | | |
|                                             | CL, CLX, GLX | CL, CLX, GLX | CL, CLX, GLX, GTD | CL, CLX, GL, GLX, GT | CL, CLX, GL, GLX, GT | CL, CLX, GL, GLX, GT | CL, CLX, GL, GLX, GT |

Die Verfügbarkeit der Motoren war von Modell, Ausstattung und Markt abhängig.